# Vellozia glauca
Vellozia glauca är en enhjärtbladig växtart som beskrevs av Johann Baptist Emanuel Pohl. Vellozia glauca ingår i släktet Vellozia och familjen Velloziaceae. Inga underarter finns listade.